# 約瑟夫·諾埃爾·佩頓
約瑟夫·諾埃爾·佩頓爵士，FRSA，LLD（英語：Sir Joseph Noel Paton，1821年12月13日—1901年12月26日），19世紀蘇格蘭畫家、雕刻家和詩人，對蘇格蘭民俗及神話有著一定的研究，他的作品也以繪製這些主題而名噪一時。

## 早年

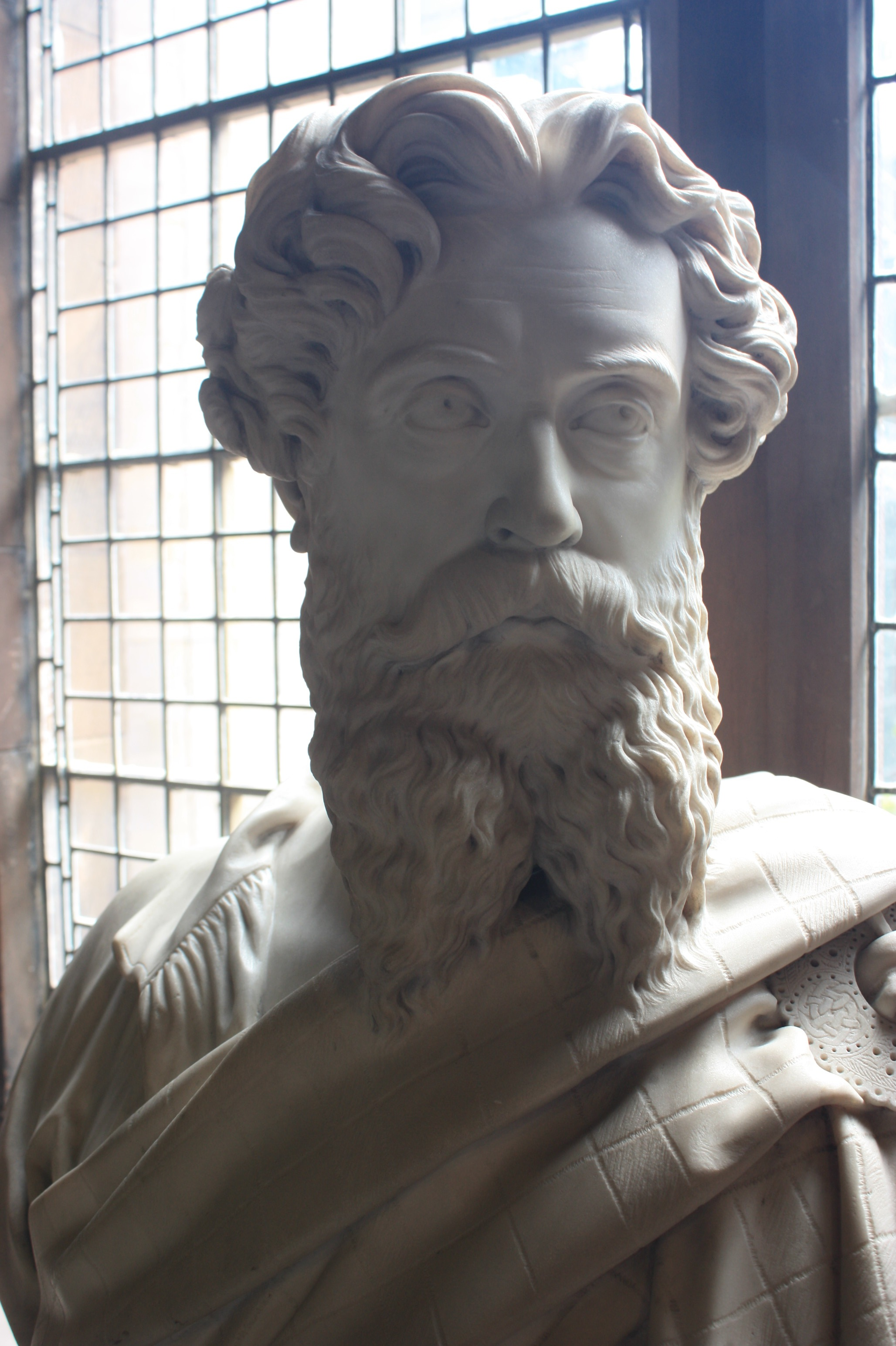
佩頓的姐姐艾米莉亞·羅伯森·希爾（Amelia Robertson Hill）在1872年為他雕刻的塑像

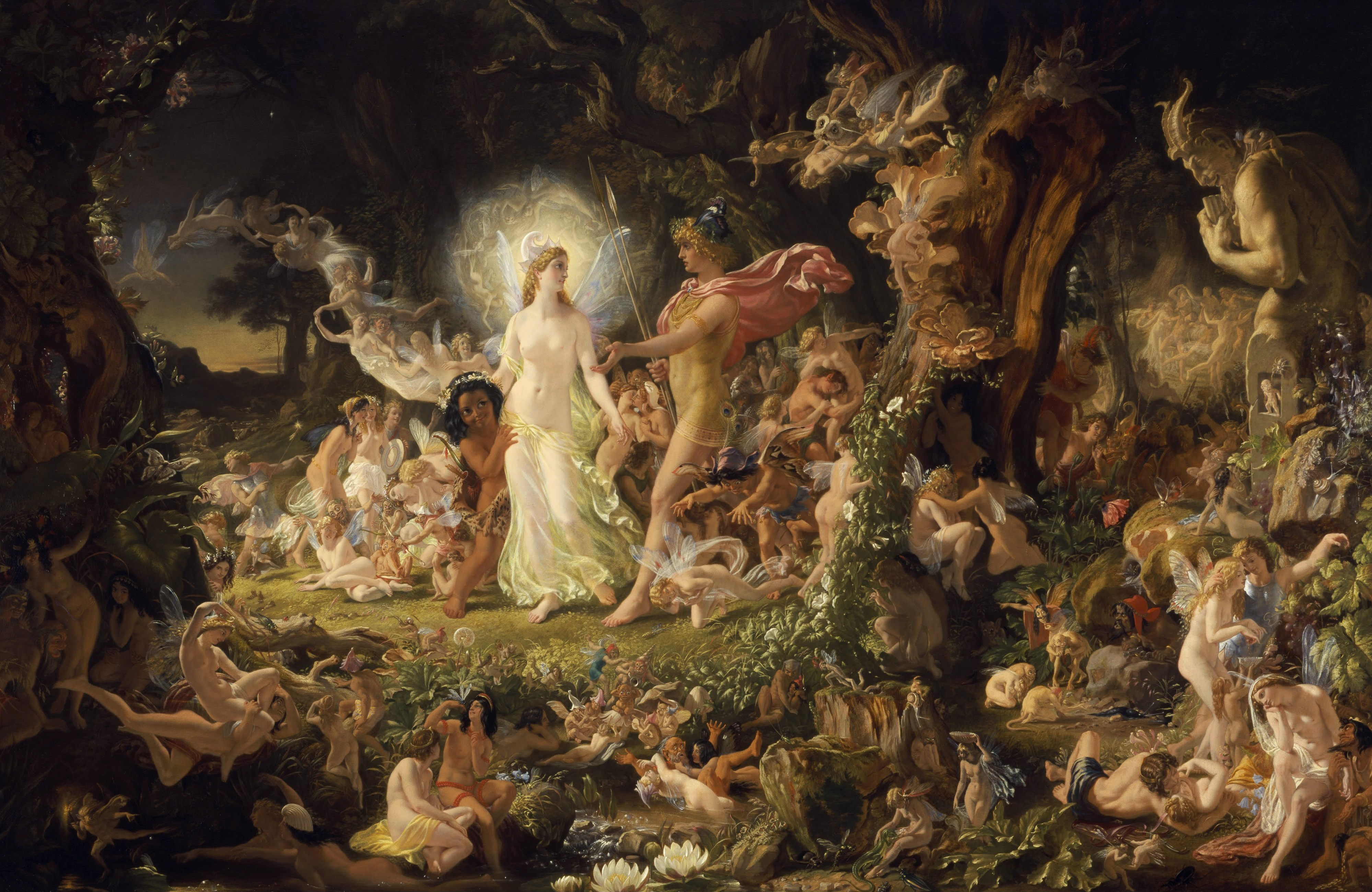
《奧布朗與提泰妮婭的爭執》，1849年，蘇格蘭國家畫廊

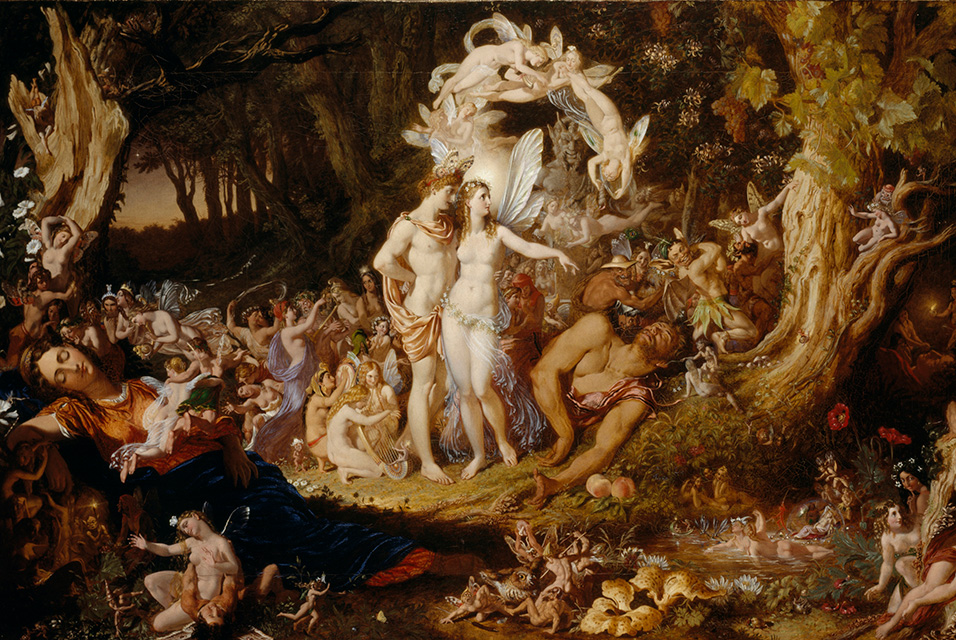
《奧布朗與提泰妮婭的和解》，1847年，蘇格蘭國家畫廊

約瑟夫·諾爾·佩頓在1821年12月13日出生於蘇格蘭法夫鄧弗姆林的求婚者巷（Wooer's Alley）, 雙親是約瑟夫·尼爾·佩頓（Joseph Neil Paton）和凱瑟琳·麥克迪爾米德（Catherine MacDiarmid），他們在鄧弗姆林以花緞設計和織造為生。 他的姐姐艾米麗後來成了雕刻家，而弟弟沃勒·休·佩頓後來成了風景畫家。 此外家中還有一個兄弟阿奇博爾德（Archibald）和兩個姐妹凱瑟琳（Catherine）及亞莉克希亞（Alexia），但他們全部都在童年夭亡。佩頓成年之後為他的父母及兄弟姐妹做了一個紀念碑，現在還佇立在鄧弗姆林修道院北邊。
佩頓在鄧弗姆林學校（Dunfermline School）和鄧弗姆林藝術學院（Dunfermline Art Academy）讀書，開始訓練自己幼年就培養出來的繪畫技巧。 他還和家人在一家穆斯林工廠做了三年的圖案設計。 雖然佩頓一生大都呆在蘇格蘭，但1843年時亦曾前往倫敦的皇家藝術研究院學習過一段時間， 並接受喬治·約翰斯的教導。 在倫敦他與畫家約翰·艾佛雷特·米萊相識，後者曾邀請他加入前拉斐爾兄弟會。
1858年，佩頓與瑪格麗特·古爾利·費里爾（Margaret Gourlay Ferrier）結婚，育有七子四女。 他們的長子迪爾米德·諾埃爾·佩頓（1859–1928）于1906年時在格拉斯哥成為生理學教授，另外一個兒子弗雷德里克（Frederick Noel Paton，1861–1914）為印度政府從事商業資訊工作，但也是一名插畫家。

## 職業生涯
佩頓最終沒有加入前拉斐爾兄弟會， 但他的繪畫風格確實受到了後者的影響，主要以宗教、神話和歷史為主。 他和同時代的丹尼爾·麥克里斯一起都是民俗學家， 也是當時英國僅有的兩位以繪製精靈出名的畫家。 在倫敦時，佩頓也結識了《藝術雜誌》的編輯薩繆爾·卡特·豪爾，後者曾僱佩頓為其《英國民謠之書》（The Book of British Ballads）繪製插圖。 此外他還曾為1844年版的《解放了的普羅米修斯》、1845年版的《暴風雨》和1863年版的《古舟子詠》繪製插圖。
1844年佩頓完成了他的第一幅畫作《Ruth Gleaning》，此畫曾在蘇格蘭皇家學院展出。 他後來依據《仲夏夜之夢》繪製的作品《奧布朗與提泰妮婭的爭執》（1849，The Quarrel of Oberon and Titania）及《奧布朗與提泰妮婭的和解》,（1847，The Reconciliation of Oberon and Titania）贏得了諸多獎項。 實際上《奧布朗與提泰妮婭的爭執》還有一個在1946年完成的早期版本，是他為獲得學院認可而繪製的作品， 學院後來以700鎊的價格買下此作。
1850年佩頓正式加入蘇格蘭皇家學院，1865年被任命為蘇格蘭國務重臣之一的蘇格蘭女王畫師（Queen's Limner for Scotland）。在那一段時期內佩頓出版了兩部詩集，製作了許多雕塑品。1867年佩頓被任命為騎士，1878年愛丁堡大學授予其法學博士學位。
除去繪畫、作詩和雕刻之外，佩頓也以研究古物，特別是徽章和盔甲出名。 1901年12月26日于愛丁堡逝世之後， 佩頓葬於愛丁堡西部的迪恩公墓。

## 作品

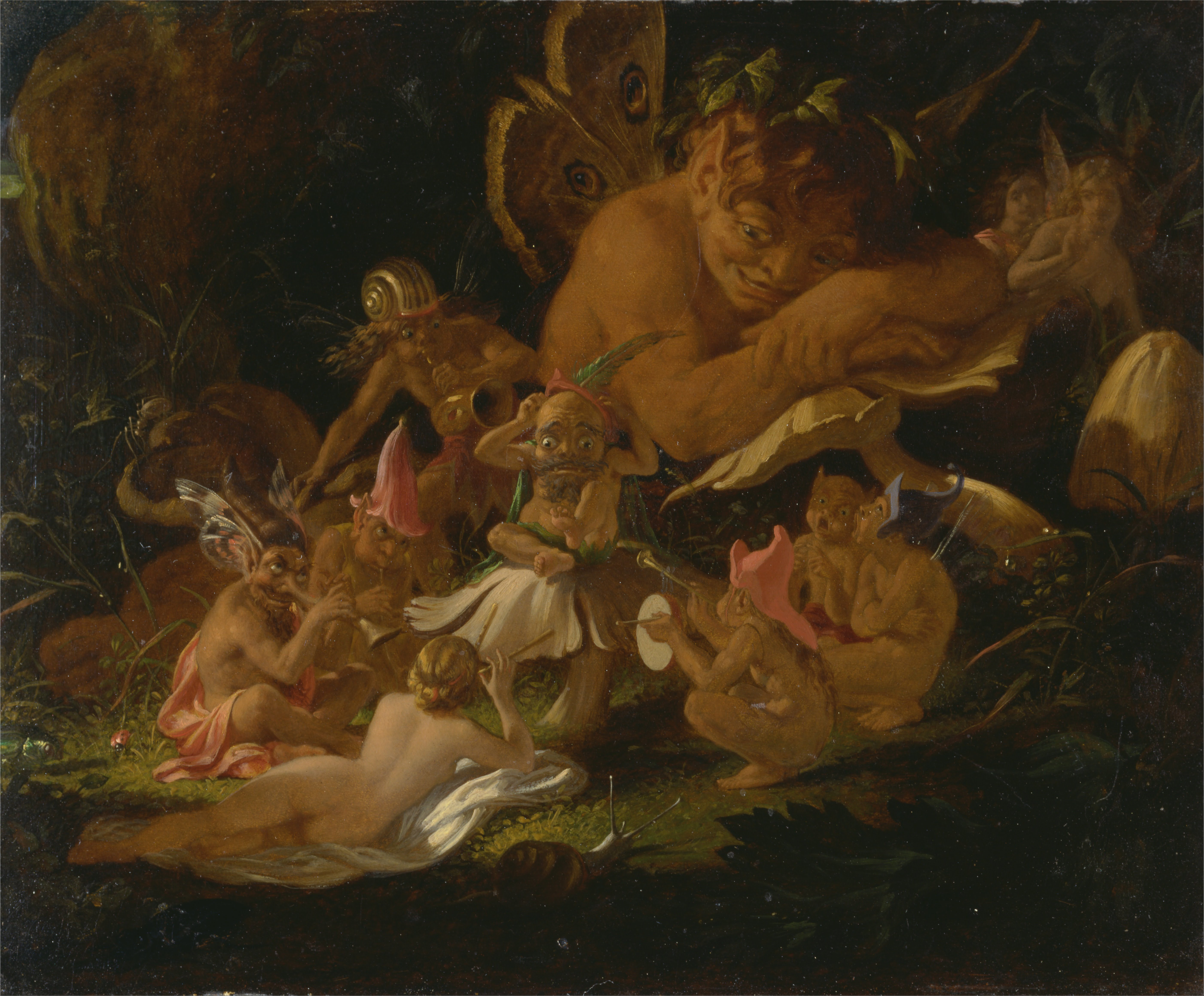
《帕克與精靈》（Puck and Fairies），1850年，耶魯大學英國藝術中心
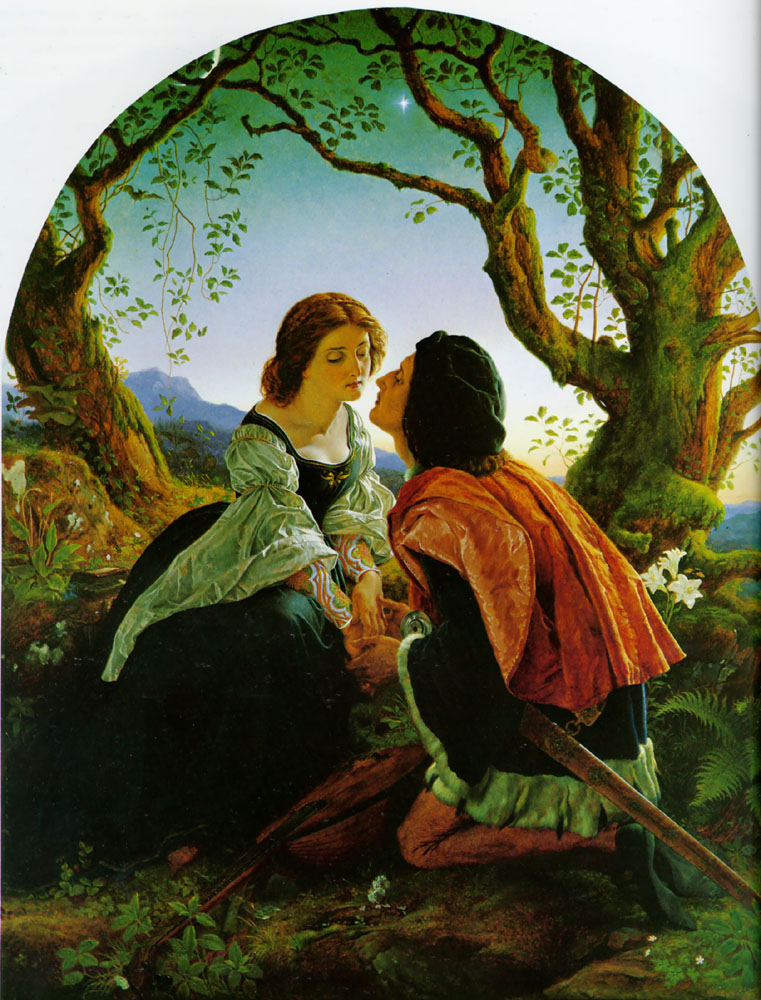
《赫斯珀洛斯》（Hesperus），1857年
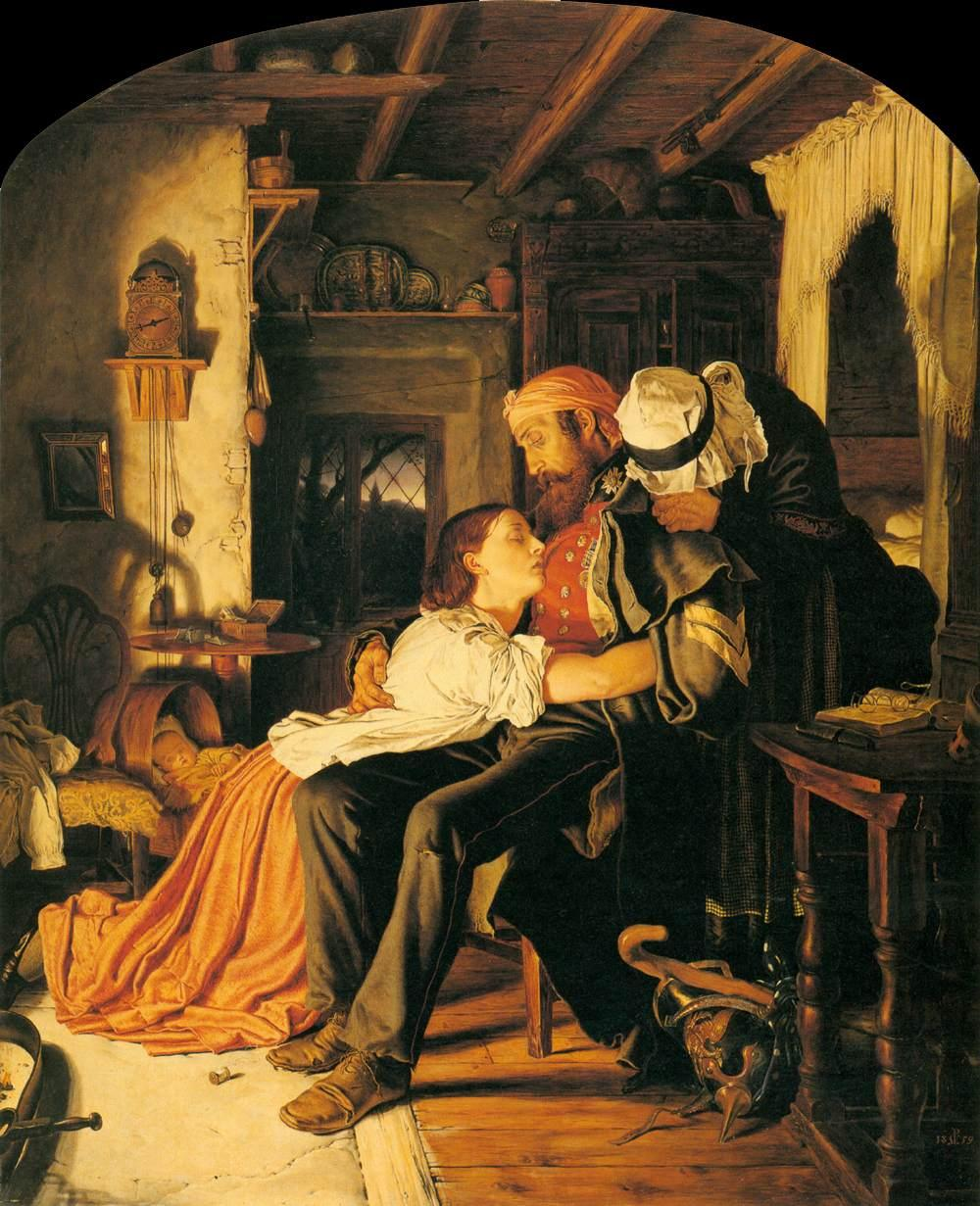
《“家”-從克里米亞歸來》（'Home' - The Return from the Crimea），1859年，溫莎城堡
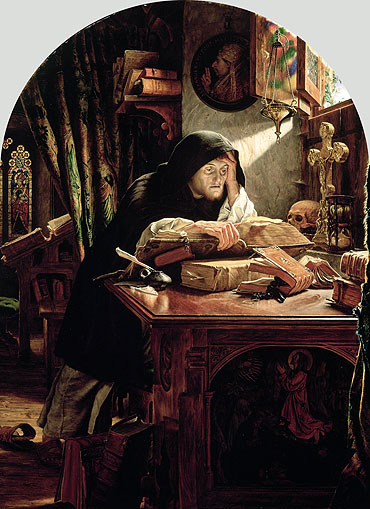
《路德在埃爾福特》（Luther at Erfurt），1861年，蘇格蘭國家畫廊
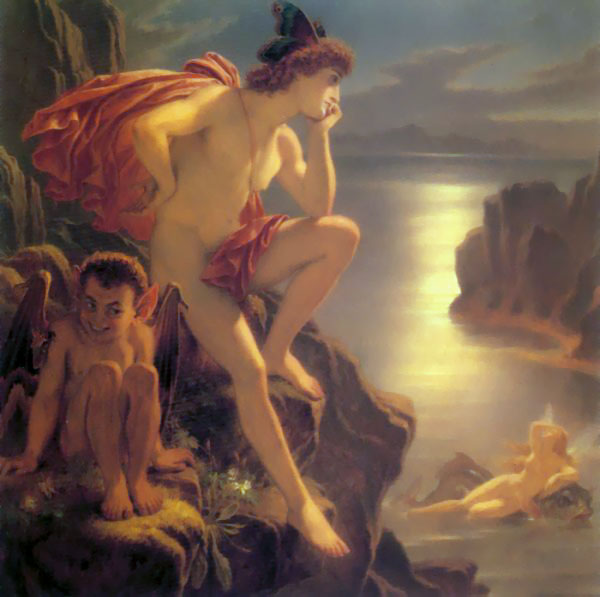
《奧布朗與美人魚》（Oberon and the Mermaid），1888年

## 外部連結
- National Gallery Of Scotland
- Sir Joseph Noel Paton （页面存档备份，存于）